# Inname van Steenwijk (1582)
De Inname van Steenwijk in 1582 was een inname op 17 november 1582 van de vestingstad Steenwijk. De inname werd succesvol ondernomen door het Spaans koninklijke leger onder leiding van Johan Baptiste van Taxis, ten tijde van de Tachtigjarige Oorlog. De stad werd volkomen verrast en bleef tien jaar lang in Spaanse handen.

## Aanloop
Volgens overlevering had een boerin haar strohoed in de gracht van Steenwijk laten vallen, en toen zij die ging pakken zag ze dat de gracht op die plek zo ondiep was dan men naar de overkant kon lopen. Men was dat stuk bij het uitdiepen van de gracht vergeten. Haar man, de koningsgezinde Jan Ovink had aan dit aan de legerleiding gemeld, en deze gaven aan Johan Baptiste van Taxis opdracht Steenwijk bij verrassing in te nemen. Na het vergeefse beleg door Rennenberg een jaar eerder, was Johan Baptiste van Taxis benoemd tot nieuwe aanvoerder van het Friese regiment van Rennenbergs leger.

## Inname

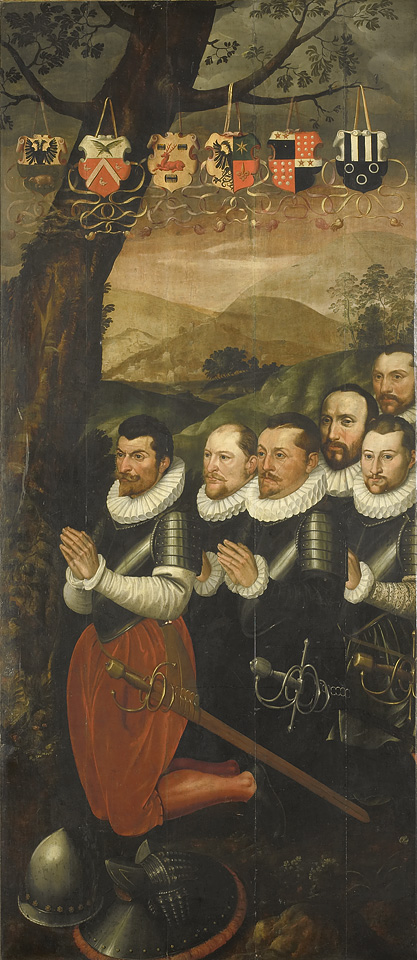
Van links naar rechts: Jan Baptiste van Taxis, een Heer van Ensse, Tiete van Cammingha, Jarich van Liauckema, Jacob van Claerhout en een Heer van Boisot.

Op de nacht van 16 op 17 november tussen 02:00 en 03:00 uur waren Taxis met de boer als gids en ondersteund door Evert van Ens, drost van Drente, en hopmannen Tiete van Cammingha en Jarich van Liauckema met een leger infanterie en ruiters, ter hoogte van de oosterpoort verschenen. Binnen Steenwijk werd niets vermoed. Behalve dat de gracht doorwaadbaar was, waren er bijna geen wachters op de wallen en had men ook heiligenbeelden voorzien van legeruitrusting op de wallen geplaatst. Met behulp van stormladders beklommen de Spanjaarden de stadsmuur en ondervonden daarbij nauwelijks tegenwerking. Een vrouw die hiervan getuige was rende naar het stadhuis om de bezetting te waarschuwen. Deze waarschuwing kwam echter te laat, en de bezetting moest zich verschansen in het stadhuis. De stadspoorten werden met hulp van binnenuit geopend door een groep soldaten die een dag van tevoren waren gearriveerd. Echter in de morgen omstreeks 09:00 moesten zij capituleren onder de bedinging van een vrije aftocht.

## Nasleep
De staatsgezinden, en veel burgers zijn daarop gevlucht. De Drentse boer Jan Ovink ontving voor zijn gouden tip dertig goudguldens. Een koopje, want aan Spaanse zijde waren geen slachtoffers gevallen. Steenwijk werd daarop geplunderd en moest een zware schatting betalen. Enkelen hebben de doodstraf gekregen vanwege het ontheiligen van de heiligenbeelden. Steenwijk bleef na deze inname tien jaar in Spaanse handen tot aan het beleg van 1592. Kort na de inname zijn de Spanjaarden begonnen met het moderniseren van de vestingwerken. Taxis bleef ten minste deze winter in Steenwijk wonen.